# Ed Herzog

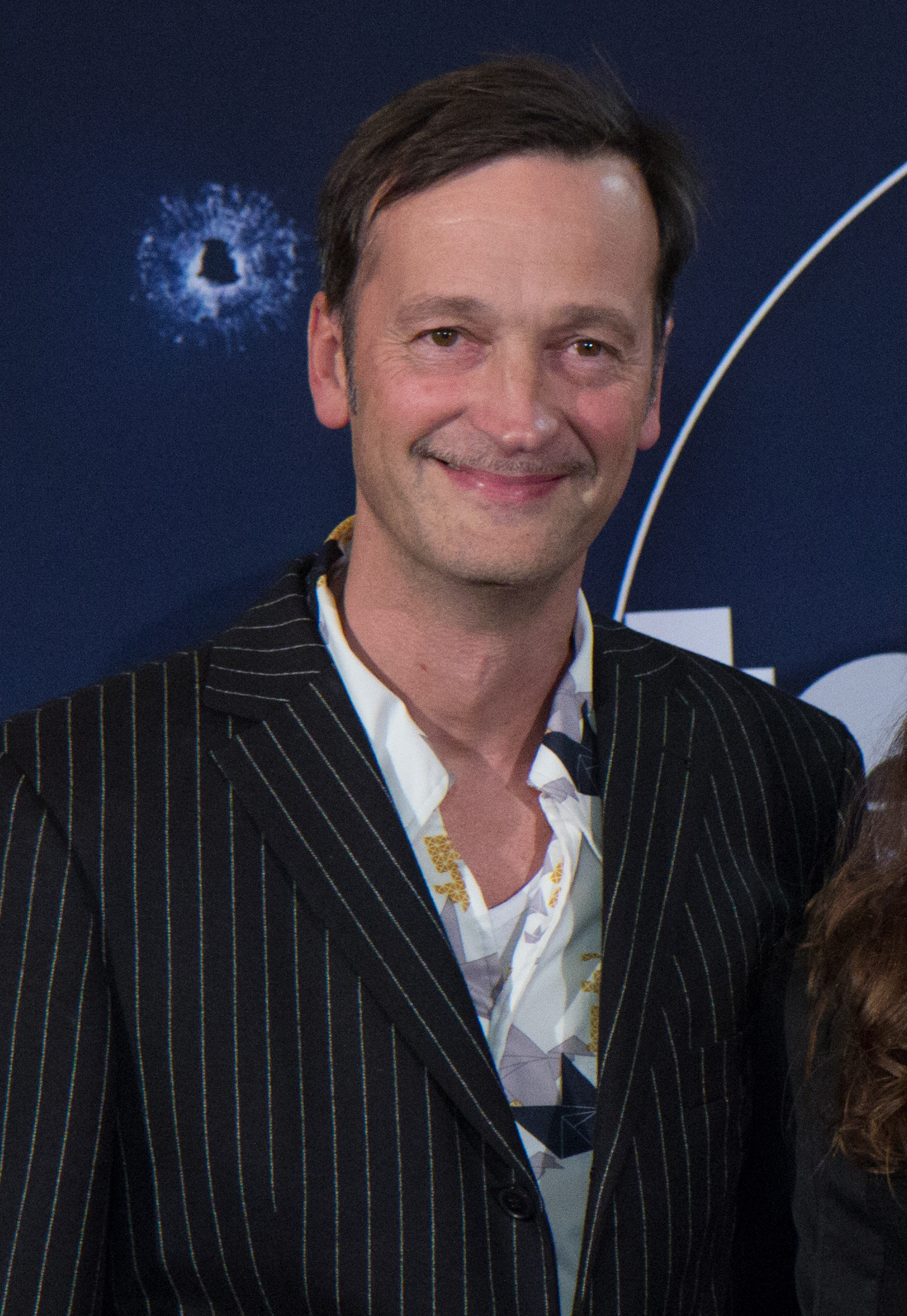
Ed Herzog – 2017

Ed Herzog (* 5. November 1965 in Calw) ist ein deutscher Filmregisseur und Drehbuchautor.

## Leben
Abitur 1985 am Hermann-Hesse-Gymnasium in Calw. Von 1991 bis 1998 absolvierte Herzog ein Studium an der Deutschen Film- und Fernsehakademie Berlin (dffb) in der Fachrichtung Spielfilm. Er führte Regie bei mehreren Folgen von Fernsehserien wie Der Fahnder, Der Elefant – Mord verjährt nie, Unter Verdacht, Polizeiruf 110 und Tatort. 2005 inszenierte er das transatlantische Roadmovie Almost Heaven, für das er zusammen mit Co-Autor Paul Herzberg das Drehbuch schrieb. 2006 schlossen sich Schwesterherz und 2008 die Konstanzer Tatort-Folge Herz aus Eis an, für die die Hauptdarsteller Nora von Waldstätten und Florian Bartholomäi den New Faces Award erhielten. Herzog ist der Regisseur der Eberhoferkrimis.
Ed Herzogs Arbeiten wurden mehrfach bei Festivals ausgezeichnet. Er ist Mitglied der Deutschen Filmakademie sowie beim Bundesverband Regie (BVR).

## Filmografie (Auswahl)
- 1994: Eine Schürze aus Speck (Kurzfilm)
- 1996: Happy Weekend
- 1997: Ku’damm Security (Kurzfilm)
- 2002: Bloch – Schwarzer Staub
- 2004–2005: Der Elefant – Mord verjährt nie (sechs Folgen)
- 2005: Almost Heaven
- 2006: Schwesterherz
- 2007: Unter Verdacht – Hase und Igel
- 2008: Unter Verdacht – Brubeck
- 2008: Tatort: Herz aus Eis
- 2009: Polizeiruf 110: Alles Lüge
- 2010: Unter Verdacht – Laufen und Schießen
- 2010: Polizeiruf 110: Fremde im Spiegel
- 2012: Polizeiruf 110: Die Gurkenkönigin
- 2012: Tatort: Der Wald steht schwarz und schweiget
- 2013: Tatort: Die schöne Mona ist tot
- 2013: Polizeiruf 110: Wolfsland
- 2013: Dampfnudelblues. Ein Eberhoferkrimi
- 2014: Winterkartoffelknödel. Ein Eberhoferkrimi
- 2015: Tatort: Côte d’Azur
- 2016: Schweinskopf al dente. Ein Eberhoferkrimi
- 2017: Grießnockerlaffäre. Ein Eberhoferkrimi
- 2017: Tatort: Der wüste Gobi
- 2018: Sauerkrautkoma. Ein Eberhoferkrimi
- 2019: Leberkäsjunkie. Ein Eberhoferkrimi
- 2019: Ein verhängnisvoller Plan
- 2021: 3½ Stunden
- 2021: Kaiserschmarrndrama. Ein Eberhoferkrimi
- 2022: Guglhupfgeschwader. Ein Eberhoferkrimi
- 2023: Rehragout-Rendezvous. Ein Eberhoferkrimi
- 2024: Viktor bringt’s

## Auszeichnungen
- 2018: Bayerischer Filmpreis für Sauerkrautkoma
- 2019: Bayerischer Filmpreis für Leberkäsjunkie
- 2019: Bernd Burgemeister Fernsehpreis beim Filmfest München für Ein verhängnisvoller Plan
- 2021: Bernd Burgemeister Fernsehpreis der Verwertungsgesellschaft VFF an Michael Lehmann, Sibylle Stellbrink und Henning Kamm (Real Film) und an Felix von Poser (Amalia Film) für 3½ Stunden[3]
- 2022: Jupiter Award "Bester Spielfilm national" für Kaiserschmarrndrama
- Nominierung Grimme-Preis für Viktor bringt's